# Leptotrichella densa
Leptotrichella densa là một loài Rêu trong họ Dicranaceae. Loài này được (Hook.) Ochyra mô tả khoa học đầu tiên năm 1997.